# Danny Doyle (baloncestista)
Daniel F. "Danny" Doyle (Long Island City, Nueva York, 6 de febrero de 1940) es un exjugador de baloncesto estadounidense que disputó una temporada en la NBA. Con 2,04 metros de estatura, jugaba en la posición de alero.

## Trayectoria deportiva

### Universidad
Jugó durante su etapa universitaria con los Crusaders del Belmont Abbey College, convirtiéndose en el único jugador salido de dicha universidad en llegar a jugar en la NBA.

### Profesional
Fue elegido en la cuadragésimo cuarta posición del Draft de la NBA de 1961 por Detroit Pistons, con los que tuvo que esperar hasta la temporada 1962-63 para debutar. Disputó cuatro partidos, en los que promedió 4,0 puntos y 2,0 rebotes. En la temporada anterior jugó con los Pittsburgh Rens de la ABL, con los que promedió 4,1 puntos y 3,9 rebotes por partido.

## Estadísticas de su carrera en la NBA

### Temporada regular
| Temporada | Edad | Equipo          | Liga | Pos. | P | TIT | MIN | TC  | TCA | %TC  | 3P | 3PA | %3P | TL  | TLA | %TL  | R.OF. | R.DEF. | REB | ASIS | ROB | TAP | PER | FP  | PTS |
| 1962-63   | 22   | Detroit Pistons | NBA  | PF   | 4 |     | 6.3 | 1.5 | 3.0 | .500 |    |     |     | 1.0 | 1.3 | .800 |       |        | 2.0 | 0.8  |     |     |     | 1.0 | 4.0 |
| Total     |      |                 | NBA  |      | 4 |     | 6.3 | 1.5 | 3.0 | .500 |    |     |     | 1.0 | 1.3 | .800 |       |        | 2.0 | 0.8  |     |     |     | 1.0 | 4.0 |